# Hohenschramberg
La Hohenschramberg (qui est aussi nommée Nippenburg) est un ancien château fort de Schramberg en Forêt Noire en Allemagne dans le Bade-Wurtemberg.

## Historique
Le château fort fut construit en 1457.
La Hohenschramberg fut le fief des ducs de Bissingen–Nippenburg et un des avant-postes de l'Autriche antérieure en Allemagne. Jusqu'en 1772-1773, date à laquelle les ducs de Bissingen-Nippenburg ont construit le château de Schramberg (Schramberger Schloß), la Hohenschramberg était le siège et la capitale politique de la seigneurie de Schramberg.
L’ancien château fort est actuellement en ruines, mais ses ruines sont considérées comme un des symboles de la ville de Schramberg et des vestiges de l’ancienne Autriche antérieure.